# Silo (serie de televisión)
Silo es una serie de televisión estadounidense de ciencia ficción y distópica de 2023 creada por Graham Yost. Está basada en la serie de novelas Crónicas de Silo del autor norteamericano Hugh Howey. La historia está ambientada en un futuro distópico en el cual una comunidad se resguarda en un silo subterráneo. La adaptación está protagonizada por la actriz sueca Rebecca Ferguson, quien interpreta a Juliette, una ingeniera que se ve envuelta en un misterio que amenaza con poner en duda los orígenes y cimientos de su comunidad. También forman parte del elenco Rashida Jones, David Oyelowo, Common y Tim Robbins. Howey participa en la adaptación como productor ejecutivo.
En junio de 2023, la serie fue renovada para una segunda temporada, que se estrenó el 15 de noviembre de 2024.
En diciembre de 2024, la serie se renovó para una tercera y una cuarta temporada, y está previsto que la serie concluya con esta última.

## Trama
En un futuro distópico donde una comunidad existe en un silo gigante que se extiende 144 pisos bajo tierra, 10.000 personas viven en una sociedad sujeta a regulaciones que creen que están destinadas a protegerlas.

## Elenco
- Rebecca Ferguson como Juliette Nichols.
- Rashida Jones como Allison Becker.
- David Oyelowo como Holston Becker.
- Tim Robbins como Bernard Holland.
- Common como Robert Sims.
- Harriet Walter como Martha Walker.
- Avi Nash como Lukas Kyle.
- Iain Glen como el Dr. Pete Nichols.
- Geraldine James como alcalde Ruth Jahns.
- Will Patton como Sam Marnes.
- Ferdinand Kingsley como George Wilkins.

## Episodios
| Temporada | Temporada | Episodios | Episodios | Lanzamiento original    | Lanzamiento original |
| Temporada | Temporada | Episodios | Episodios | Primera emisión         | Última emisión       |
| --------- | --------- | --------- | --------- | ----------------------- | -------------------- |
|           | 1         | 10        | 10        | 5 de mayo de 2023       | 30 de junio de 2023  |
|           | 2         | 10        | 10        | 15 de noviembre de 2024 | 17 de enero de 2025  |

### Temporada 1 (2023)
| N.º en serie | N.º en temp. | Título              | Dirigido por   | Escrito por                    | Fecha de lanzamiento original |
| --- | ------------ | ------------------- | -------------- | ------------------------------ | ----------------------------- |
| 1 | 1            | «Freedom Day»       | Morten Tyldum  | Graham Yost                    | 5 de mayo de 2023             |
| En un enorme búnker subterráneo llamado "Silo", una comunidad prospera sin conocer su historia, ya que los archivos, supuestamente, fueron destruidos 140 años atrás durante un levantamiento fallido. El sheriff Holston le dice al diputado Sam que quiere "salir". Tres años antes, Holston y su esposa Allison reciben el permiso para que su médico retire su implante anticonceptivo, pero no pueden concebir. Durante este tiempo, Allison adquiere conocimientos clasificados como subversivos acerca del Silo gracias a Gloria, una experta en fertilidad, al tiempo que ayuda al experto en informática George Wilkins con la exploración de un disco duro prohibido que data de antes de la rebelión. Allison le dice a un Holston escéptico que los que están en el poder les están mintiendo y que la vista en las pantallas de Silo de un mundo exterior muerto es falsa; ella le enseña a Holston como evidencia su implante anticonceptivo que no había sido retirado cuando los médicos le habían garantizado que había sido así. Allison declara que quiere "salir" y promete limpiar la cámara externa del Silo si el exterior es hermoso. Siguiendo el Pacto del Silo, Allison se viste con un traje ambiental y sale en un viaje de ida. Los residentes del silo ven a Allison limpiar la cámara y luego colapsar, muerta. Dos años después, Holston investiga la muerte de George y conoce a Juliette, una ingeniera que afirma que fue asesinado.                                                                         |              |                     |                |                                |                               |
| 2 | 2            | «Holston's Pick»    | Morten Tyldum  | Jessica Blaire & Cassie Pappas | 5 de mayo de 2023             |
| Holston se entera por Juliette de que George, su amante, coleccionaba reliquias históricas prohibidas. Al enterarse de que George y Allison trabajaban juntos, Holston acepta investigar y promete enviar una señal a Juliette cuando encuentre algo. Unos meses más tarde, Holston sale del Silo y se sorprende al ver que el exterior es exuberante y bello como afirmaba Allison. Limpia la cámara, se quita el casco y se arrastra hasta el cuerpo de Allison antes de morir. La alcaldesa Ruth Jahns se entera de que Holston dejó una documento en el que nombraba a Juliette su sustituta como sheriff. Juliette sabe que George buscaba una puerta e intenta volver sobre sus pasos en el espacio excavado bajo el Silo. |              |                     |                |                                |                               |
| 3 | 3            | «Machines»          | Morten Tyldum  | Ingrid Escajeda                | 12 de mayo de 2023            |
| Ruth y Sam bajan 144 niveles para conocer a Juliette. Por el camino, Ruth conoce al padre de Juliette, el Dr. Pete Nichols, y a la ingeniera amiga de Juliette, Martha Walker, para que opinen sobre el carácter de Juliette. A pesar de la desaprobación de la jueza Meadows, jefa del departamento judicial, y de Bernard Holland, jefe de informática, Ruth ofrece a Juliette el cargo de sheriff. Juliette lo rechaza en un principio, pero cambia de opinión cuando le dan la insignia de Holston, que tiene la palabra "TRUTH" grabada en el reverso. Juliette pide a Ruth que permita apagar el generador principal para repararlo, algo que no se ha hecho nunca que se recuerde. Al apagarse, las pantallas del silo muestran brevemente una saludable vista verde del exterior. El equipo técnico repara con éxito el generador principal. Antes de marcharse a su nuevo trabajo, Juliette le pide a Martha que estudie una cámara que ha encontrado entre las reliquias de George. Sam y Ruth se confiesan su amor, antes de que Ruth se desplome con sangre en la boca. |              |                     |                |                                |                               |
| 4 | 4            | «Truth»             | David Semel    | Remi Aubuchon                  | 19 de mayo de 2023            |
| Ruth está muerta; Sam cree que fue envenenada y que él era el verdadero objetivo porque bebieron de las cantimploras del otro. Bernard, como alcalde Pro Tem, nombra a Juliette nueva sheriff. Juliette le pide a Sam que le ayude a investigar la muerte de George, a cambio de que ella le ayude a investigar la muerte de Ruth. Robert Sims, de Judicial, le dice a Sam que la jueza Meadows está dispuesta a destituir a Juliette como sheriff, pero Sam le dice que deje que Juliette renuncie por su cuenta. Más tarde, Sam es atacado en su apartamento. Juliette conoce a Lukas, un residente que pasa las noches en la cafetería. Juliette encuentra el archivo de Holston sobre George, pero no puede encontrar el disco duro de George que Holston confiscó. En un flashback, Juliette se marcha de casa a los trece años tras la muerte de su madre, Hanna, y de su hermano pequeño, Jacob. |              |                     |                |                                |                               |
| 5 | 5            | «The Janitor's Boy» | David Semel    | Graham Yost                    | 26 de mayo de 2023            |
| Sam es encontrado muerto. Paul Billings, la elección original de Judicial para sheriff, es nombrado ayudante jefe de Juliette. Sandy, que trabaja en la oficina del sheriff, le dice a Juliette que encuentre al asesino de Sam antes de que Judicial elija un chivo expiatorio. Juliette descubre que Doug Trumbull, que trabaja para Judicial, dejó pruebas para inculpar al residente Patrick Kennedy del asesinato de Sam. Robert le cuenta a Doug que su padre aparentemente trabajaba como conserje, pero que en realidad tenía un trabajo secreto que era crucial para la supervivencia del Silo. Robert mata a Doug antes de que pueda ser arrestado, y Doug es culpado póstumamente de los asesinatos de Sam y Ruth. Juliette se entera de que Lukas ha estado estudiando las pantallas de la cafetería por la noche para observar el movimiento de las "luces" en el cielo, los residentes del Silo ignoran que estas luces son estrellas. Martha le muestra a Juliette que la tecnología de la videocámara es más avanzada que la típica y permitida en el Silo. Juliette recupera una de las reliquias de George con la esperanza de reabrir la investigación sobre su muerte. |              |                     |                |                                |                               |
| 6 | 6            | «The Relic»         | Bert & Bertie  | Aric Avelino                   | 2 de junio de 2023            |
| Juliette prepara el hallazgo de una reliquia en el apartamento de Doug y lo utiliza como excusa para localizar a la supuesta traficante de reliquias Regina Jackson, que resulta ser la anterior amante de George al cual le compraba reliquias. Robert se entera de la conexión de George con la reliquia y se enfrenta formalmente a Juliette; Bernard acepta la afirmación de Juliette de que ella no colocó la reliquia en el apartamento de Doug, pero le ordena que deje de investigar los motivos de Doug para asesinar a Ruth y Sam. Juliette y Paul discuten sobre su dificultad para confiar en él, y ella le revela que sabe que tiene el Síndrome, una enfermedad que debería descartarlo para trabajar como ayudante del sheriff. Regina le cuenta a Juliette que no denunció el disco duro de George ante Judicial, pero sí se lo contó "al hombre que lo sabe todo", después de que éste amenazara a sus seres queridos. Regina le da a Juliette una preciada reliquia que recibió de George: un libro de viajes para niños que data de antes del Silo. Mientras Juliette hojea el libro en su apartamento, es observada por un equipo de vigilancia que tiene numerosas cámaras por todo el Silo, con equipos mucho más avanzados que el resto del Silo. |              |                     |                |                                |                               |
| 7 | 7            | «The Flamekeepers»  | Bert & Bertie  | Jessica Blaire                 | 9 de junio de 2023            |
| Robert forma parte del equipo de vigilancia y controla los movimientos de Juliette a través de las cámaras. Juliette busca a Gloria, que está siendo drogada por orden de Meadows. A pesar de la oferta de Juliette de dimitir como sheriff, Meadows dice que no puede levantar la orden. Paul se enfrenta a Juliette cuando ésta descuida sus obligaciones; ella le habla de su investigación sobre el asesinato de George, y él decide encubrirla. Lukas intenta besar a Juliette, pero ella le rechaza. Bernard le dice a Juliette que teme que Meadows actúe contra ellos, y la anima a encontrar una forma de controlar a Meadows. Con la ayuda de su padre, Juliette consigue interrogar a Gloria y se entera de que forma parte de los Guardianes de la Llama, un grupo secreto dedicado a recordar el pasado y cuyos miembros están siendo eliminados sistemáticamente. La madre de Juliette se hizo amiga de los Guardianes de la Llama, pero el padre de Juliette obedeció las órdenes de impedir que estos tuvieran hijos. Juliette se da cuenta de que las cámaras de vigilancia están detrás de los espejos de la pared del Silo, y recupera el disco duro de George de donde Holston lo escondió en la habitación de Gloria. Los asaltantes de Robert llegan a la habitación de Gloria para detener a Juliette, que no está allí. |              |                     |                |                                |                               |
| 8 | 8            | «Hanna»             | Adam Bernstein | Jeffery Wang & Ingrid Escajeda | 16 de junio de 2023           |
| Judicial busca el disco duro en la oficina del sheriff, pero no lo encuentra. Juliette toma represalias utilizando los conocimientos de Paul sobre el Pacto para detener temporalmente a Robert. Mientras Robert está detenido, Juliette registra su despacho y encuentra los expedientes de Hanna, Martha y Shirley Campbell. El expediente de Hanna confirma que fue a través de las cámaras de vigilancia de Judicial como supieron que Hanna había construido una lupa ilegal de lentes múltiples; Hanna y Juliette creían que Pete se lo había contado a Judicial. Juliette se reconcilia con Pete, y él le dice que el comportamiento subversivo y el suicidio de Hanna fueron una respuesta a la muerte de Jacob, que Hanna creía que la tecnología de la lupa podría haber evitado. Juliette no puede acceder al contenido del disco duro: Lukas tiene demasiado miedo para ayudarla y los controles judiciales le impiden llegar hasta Martha. Bernard encuentra a Juliette y se revela como el verdadero responsable del Silo y de las muertes de Ruth y Sam. Bernard y Robert detienen a Juliette, se llevan el disco duro y afirman fraudulentamente que Juliette ha pedido "salir al exterior". Juliette salta de la escalera central del Silo para escapar con el disco duro. |              |                     |                |                                |                               |
| 9 | 9            | «The Getaway»       | Adam Bernstein | Lekethia Dalcoe                | 23 de junio de 2023           |
| Juliette escapa y elude las cámaras de Judicial. Paul investiga el apartamento de Juliette y encuentra el cuaderno de viaje de los niños; se queda con una página pero quema el resto. Juliette irrumpe en el apartamento de Robert y utiliza su ordenador para acceder al disco duro, en el que encuentra un mensaje de vídeo que George hizo para ella. Bernard detiene a Lukas y obtiene el número de serie del disco duro, que utiliza para localizar a Juliette. Robert y sus asaltantes acuden al apartamento, pero la mujer de Robert permite que Juliette escape. Juliette consigue la ayuda de Patrick y Danny, el contacto informático, para acceder al disco duro. Ella ve el resto del video de George, en el que él le dice que la ama y que necesita encontrar la puerta debajo del Silo. Siguiendo el consejo de George, Juliette, Patrick y Danny ven un vídeo de una limpieza pasada, que muestra un exuberante paisaje verde con pájaros volando fuera del Silo. |              |                     |                |                                |                               |
| 10 | 10           | «Outside»           | Adam Bernstein | Fred Golan                     | 30 de junio de 2023           |
| Juliette hace que Danny transmita las imágenes del exterior a todo el Silo, pero la emisión es rápidamente interrumpida por Bernard. Paul es interrogado por Robert sobre su estado, y más tarde Paul le dice a su mujer que están haciendo una excepción para que él pueda ser sheriff. Juliette escapa a Mecánica, donde habla con Martha antes de ser arrestada. Bernard le ofrece a Juliette un trato: si ella sale voluntariamente, él le contará lo que le ocurrió a George y se asegurará de que Mecánica no sea castigada. Bernard muestra a Juliette imágenes de cómo George fue detenido y saltó por las escaleras para evitar el interrogatorio. Bernard destruye el disco duro, pero más tarde lo recupera después de que Juliette mencione una puerta debajo del Silo. Bernard condena a Lukas a las minas. Juliette sale al exterior y la pantalla de su casco muestra exactamente la misma secuencia de vídeo de un exuberante paisaje de la limpieza anterior. Ella se da cuenta del engaño, descubriendo que la realidad es la desoladora vista de las pantallas del Silo. Gracias a que Martha ha conseguido que la cinta térmica del traje de Juliette sea de buena calidad, en lugar de morir allí, Juliette es capaz de salir del cráter que rodea la cámara del Silo y quedar fuera de la vista de los residentes del Silo. El cráter del Silo está rodeado por docenas de cráteres similares, cada uno con una estructura parecida a la entrada de un silo, y el brumoso horizonte de una ciudad en ruinas en la lejanía. |              |                     |                |                                |                               |

### Temporada 2 (2024–25)
| N.º en serie | N.º en temp. | Título              | Dirigido por     | Escrito por          | Fecha de lanzamiento original |
| --- | ------------ | ------------------- | ---------------- | -------------------- | ----------------------------- |
| 11 | 1            | «The Engineer»      | Michael Dinner   | Graham Yost          | 15 de noviembre de 2024       |
| En un flashback, el Silo 17 se rebela y su población escapa. En el presente, Juliette irrumpe en el Silo 17 trepando sobre los cadáveres de sus habitantes muertos, esparcidos fuera de la entrada. Juliette explora los niveles superiores del silo y los encuentra abandonados, mientras que los niveles inferiores están inundados. El puente que lleva al departamento de TI ha sido destruido, por lo que Juliette construye un puente improvisado que colapsa después de que ella lo cruza. En un flashback, la joven Juliette comienza su nueva vida en Mecánica, donde ayuda a clasificar la basura de los niveles superiores y se hace amiga de Shirley. Tras luchar con su nueva posición, impresiona a los otros trabajadores al reparar un juguete roto y comienza a trabajar bajo la supervisión de Walker. En el presente, Juliette sigue explorando y sigue el sonido de la música hasta la puerta de la bóveda cerrada en el departamento de TI. Después de que Juliette no logra abrir la puerta, un hombre al otro lado la advierte de que si lo intenta de nuevo, la matará. |              |                     |                  |                      |                               |
| 12 | 2            | «Order»             | Michael Dinner   | Fred Golan           | 22 de noviembre de 2024       |
| Bernard observa la cámara del traje de Juliette desde el interior de la bóveda y la ve acercarse al Silo 17 antes de que la transmisión se corte. Como Juliette se negó a limpiar, Bernard entiende que su acto de desafío podría llevar a una revolución. Coloca a los agentes bajo el mando de Sims y decreta un toque de queda obligatorio para controlar a la población del silo, que comienza a hacer preguntas sobre la supervivencia de Juliette. Bernard intenta convencer a Meadows de ayudarlo y hace que Walker y su exesposa Carla sean encarceladas por haberle entregado a Juliette la cinta que selló su traje. Shirley comienza a interrogar a personas en los niveles inferiores para exigir respuestas, mientras Knox intenta detenerla. Bernard da un discurso al silo y afirma que el departamento de TI produjo una nueva cinta que permitió a Juliette sobrevivir más tiempo, pero insiste en que ella está muerta. Meadows lo respalda. Aunque la mayoría de la población parece satisfecha con la explicación, Shirley sigue sin convencerse y organiza una reunión secreta fuera del horario permitido. Después de que Bernard le agradece a Meadows por su ayuda, ella exige que le den un traje ambiental con una buena cinta para poder salir al exterior. |              |                     |                  |                      |                               |
| 13 | 3            | «Solo»              | Aric Avelino     | Cassie Pappas        | 27 de noviembre de 2024       |
| En el Silo 17, Juliette aprende del hombre en la bóveda, "Solo", que existen 50 silos y que sus acciones podrían provocar una revolución. Solo le da comida y le sugiere que use un traje de bombero para regresar a su silo, pero el equipo de seguridad contra incendios está en una zona inundada. Juliette le pide ayuda para llegar hasta allí; al principio él se niega, pero luego cambia de opinión y sale de la bóveda. En el Silo 18, el trabajador Teddy es arrestado por escribir el grafiti "Juliette Vive". Sims le ofrece a Patrick, quien está encarcelado, una droga que lo ayudará a olvidar a su esposa fallecida a cambio de un favor y recluta a exsaqueadores para enviarlos a Mecánica. Shirley lidera a algunos manifestantes para exigir la liberación de Teddy, pero Patrick lanza una bomba incendiaria contra los agentes y, en el caos resultante, el nuevo ingeniero Cooper muere. Pete conoce a una mujer que espera ganar una lotería que le permitirá tener un hijo y, desafiando órdenes, le realiza el procedimiento para remover su anticonceptivo de todos modos. Billings entrevista a todos los presentes durante el arresto de Juliette y lleva su informe a Meadows, afirmando que Juliette nunca pidió salir al exterior. |              |                     |                  |                      |                               |
| 14 | 4            | «The Harmonium»     | Aric Avelino     | Sal Calleros         | 6 de diciembre de 2024        |
| Con la ayuda de Solo, Juliette construye una bomba de aire para atravesar los niveles inundados y conseguir un traje de bombero. Solo le cuenta a Juliette sobre el mundo exterior de antes y lucha con la ansiedad de dejar la bóveda. Knox comparte con Shirley su creencia de que su silo ha tenido múltiples rebeliones, las cuales fueron culpadas a Mecánica debido a su capacidad para apagar el silo. También solicita hablar con Meadows, quien acepta reunirse. Sims sospecha de la relación entre Bernard y Meadows y fabrica un movimiento para exigir la destitución de Meadows. Meadows permite que Lukas apele su sentencia y la reduce a cinco años. Billings investiga el motín en Mecánica y descubre que el cuerpo del instigador ha desaparecido y que Judicial se ha quedado con el cadáver de Cooper. Bernard envenena a Meadows y, antes de morir, ella le revela que en el disco duro que Juliette robó hay una carta cifrada de Salvador Quinn, quien era el jefe de TI durante la rebelión hace 140 años. Knox, Shirley, Walker y Carla llegan a Judicial, donde Bernard ha colocado el cuerpo de Meadows para incriminarlos por su asesinato. Sims azuza a la multitud y la envía tras ellos. |              |                     |                  |                      |                               |
| 15 | 5            | «Descent»           | Amber Templemore | Jenny DeArmitt-Stran | 13 de diciembre de 2024       |
| Solo le pide a Juliette que repare una bomba de agua porque el nivel del agua está subiendo y alcanzará el departamento de TI en diez meses, pero Juliette insiste en que necesita regresar a su silo de inmediato. Sospecha que Solo miente sobre su identidad, y él reacciona con enojo ante sus preguntas. Juliette encuentra un casco de traje en buen estado, pero colapsa debido a sus heridas. En el Silo 18, Bernard sabe que Sims fabricó el movimiento contra Meadows y le niega el puesto de su sombra, pero lo nombra Juez en reemplazo de Meadows, lo que frustra a Sims. La esposa de Sims, Camille, ayuda a Knox y Shirley a evadir a la multitud. Rick Amundsen, el nuevo jefe de Seguridad Judicial, arresta a Carla, pero Knox, Shirley y Walker logran sortear el bloqueo y viajan a los niveles inferiores. Bernard hace que Lukas repare el disco duro de Juliette, revelando conexiones ocultas del silo con el mundo exterior y una carta cifrada de Salvador Quinn a su esposa. Billings y el agente Hank rastrean a Patrick, quien le ofrece a Billings revelar verdades sobre el silo. |              |                     |                  |                      |                               |
| 16 | 6            | «Barricades»        | Michael Dinner   | Jeffery Wang         | 20 de diciembre de 2024       |
| Las tensiones aumentan cuando Bernard bloquea el suministro de recursos a los niveles inferiores y Knox comienza a fabricar armas. A petición de Billings, Pete viaja a los niveles inferiores para tratar a Patrick, quien le cuenta a Billings cómo ayudó a Juliette con el disco duro y aceptó un trato con Sims para actuar como agente provocador en la protesta de Mecánica. Bernard interroga a Camille sobre su decisión de proteger a Knox y Shirley, pero ella evade sus preguntas. Knox y Shirley lideran un ataque grupal contra el bloqueo y lo empujan diez pisos más arriba, tomando el control de la granja crítica en el nivel 122. Billings interroga a Walker, Knox y Shirley sobre la muerte de Meadows. Cuando Billings informa a Bernard por radio que quiere abrir una investigación formal sobre la muerte de Meadows, Bernard corta la comunicación. Mientras tanto, Lukas trabaja en descifrar la carta de Quinn, y la sofisticación del cifrado lleva a Bernard a nombrarlo su sombra para que pueda acceder al Legado. En el Silo 17, Juliette despierta tras ser atendida por Solo, quien ha escondido su traje para obligarla a reparar la bomba antes de que pueda irse. |              |                     |                  |                      |                               |
| 17 | 7            | «The Dive»          | Michael Dinner   | Katherine DiSavino   | 27 de diciembre de 2024       |
| Bernard introduce a Lukas al Legado, una computadora avanzada detrás de una bóveda que contiene todo su conocimiento y registros secretos, aunque los orígenes del silo más allá de 352 años atrás siguen perdidos. Usando el Legado para ayudar con su investigación, Lukas sospecha que la carta usa un cifrado basado en libros. Mecánica envía mensajes en papel a los niveles superiores, alentando a los ciudadanos a preguntar qué es lo que IT les ha estado ocultando, antes de apagar la energía en el silo, revelando que IT tiene su propia fuente de energía independiente. Bernard choca con Sims, quien sigue molesto por haber sido dejado de lado. Sims confronta a Camille sobre sus acciones; ella explica que quiere jugar a ambos lados por su seguridad y promete no esconderle nada más. Billings y Hank siguen a los espías que intentan sembrar discordia en Mecánica. Walker se preocupa por Carla y enciende brevemente una de las cámaras de IT para enviar un mensaje a los niveles superiores, el cual Bernard recibe. En el Silo 17, Juliette realiza una inmersión profunda para reparar la bomba de agua para Solo y casi se ahoga cuando se corta su suministro de aire. Al salir a la superficie, Juliette encuentra evidencia de una lucha y sospecha que hay alguien más en el silo. |              |                     |                  |                      |                               |
| 18 | 8            | «The Book of Quinn» | Amber Templemore | Remi Aubuchon        | 3 de enero de 2025            |
| Juliette sufre de los efectos de la descompresión y tiene que sumergirse nuevamente para recuperarse. Al salir a la superficie, es confrontada por una figura que le dispara con una flecha y amenaza con matarla. Juliette busca a su atacante y encuentra a tres jóvenes. En el Silo 18, Lukas rastrea a los descendientes de Quinn y descubre que le entregaron la copia del Pacto de Quinn a Meadows años atrás. Bernard le dice a Lukas que Quinn destruyó los registros hace 140 años y envenenó el agua para hacer que los ciudadanos olvidaran su historia, con el fin de detener las rebeliones que ocurrían cada 20 años. Usando el Pacto de Quinn, Lukas comienza a descifrar la carta de Quinn. Sims, con la ayuda de Camille, descubre que Lukas está investigando para Bernard. Walker se encuentra con Bernard y acepta ser su informante para salvar a Carla. Como resultado, un grupo de Mecánica que irrumpe en Suministros es arrestado por saqueadores. La esposa de Billings, Kathleen, descubre que Billings salvó una página de un libro ilustrado de los "tiempos anteriores" y exige verla. |              |                     |                  |                      |                               |
| 19 | 9            | «The Safeguard»     | Amber Templemore | Jessica Blaire       | 10 de enero de 2025           |
| Juliette es confrontada por Audrey, líder de cinco jóvenes sobrevivientes, quien le ordena abrir la bóveda para que puedan acceder a la comida. Audrey ha capturado a Solo y quiere matarlo por la muerte de sus padres. Juliette se da cuenta de que Solo era un niño en el momento de la rebelión, y Solo confiesa que mató a los padres del grupo en defensa propia cuando irrumpieron en la bóveda. Solo y el grupo hacen las paces, y él les permite a todos entrar en la bóveda. En el Silo 18, Lukas descubre que existen 50 silos más y, siguiendo la carta de Quinn, viaja a los niveles inferiores. Lukas encuentra el túnel debajo, donde, ante una puerta, una voz de computadora le advierte que no le diga a nadie lo que ha visto, o iniciarán "el salvaguardia". Billings le entrega a Sims la página del libro ilustrado, lo que hace que Camille y Sims consideren unirse a la rebelión. Patrick le dice a Kathleen su sospecha de que la exhibición del exterior en el silo es una mentira. Bernard culpa de las acciones de los rebeldes a Billings, pero no todos los altos funcionarios creen en él. Bernard espía a Knox y Walker discutiendo los planes de la rebelión. |              |                     |                  |                      |                               |
| 20 | 10           | «Into the Fire»     | Amber Templemore | Aric Avelino         | 17 de enero de 2025           |
| Walker trabaja con Knox y los demás rebeldes para usar la cámara de Bernard y enviarle desinformación. Engañan a Bernard para que envíe a los saqueadores hacia abajo y transfiera a todos los rebeldes hacia arriba, después de lo cual Pete se sacrifica para volar las escaleras que los conectan. Los funcionarios de los niveles superiores se alinean con los rebeldes después de recibir el mensaje de Billings a través de Sims. Patrick incita a los ciudadanos a formar una multitud que exige respuestas de Bernard. Lukas le cuenta a Bernard lo que ha aprendido y renuncia, lo que lleva a un desanimado Bernard a nombrar a Sims como su nueva sombra de TI, entregándole la llave de la bóveda y la contraseña. Sims y su familia entran en la bóveda, pero el Legado dice que solo Camille puede quedarse. En el Silo 17, Solo le cuenta a Juliette sobre el procedimiento de salvaguarda, un conducto que puede bombear suficiente veneno para matar a todos, y cómo puede ser detenido. Juliette usa el traje de bombero y regresa al Silo 18, que se ve dentro y es celebrado, pero ella muestra un mensaje advirtiéndoles que no salgan. Juliette entra justo cuando Bernard está saliendo, y ambos quedan atrapados en el incinerador mientras se enciende. En un aparente flashback en Washington D. C., una mujer llamada Helen interroga a un nuevo congresista sobre la posibilidad de que EE. UU. tome represalias contra Irán por supuestamente haber detonado una bomba sucia en suelo estadounidense. |              |                     |                  |                      |                               |

## Producción

### Desarrollo
El desarrollo del proyecto fue anunciado como un largometraje en 20th Century Fox, que entró en negociaciones para adquirir el libro electrónico autoeditado Wool de Hugh Howey el 11 de mayo de 2012. Cinco días después, 20th Century Fox adquirió los derechos, con Ridley Scott y Steven Zaillian entre los encargados de producir. El 28 de noviembre, se anunció que J Blakeson estaba en negociaciones para escribir y dirigir. Luego se anunció el 5 de junio de 2015 que Nicole Perlman reescribiría el guion, y Blakeson ya no estaría involucrado en el proyecto. La película finalmente fue archivada como resultado de la adquisición de 21st Century Fox por parte de Disney.
Para el 30 de julio de 2018, una nueva iteración del proyecto estaba en desarrollo para televisión en AMC, con LaToya Morgan adjunta para escribir bajo su acuerdo general en AMC Studios. La serie finalmente se trasladó a Apple TV+ el 20 de mayo de 2021, recibiendo un pedido de diez episodios. Graham Yost reemplazó a Morgan como creador y escritor, marcando su tercera serie en Apple TV+ bajo su acuerdo general con la cadena. Morten Tyldum también fue asignado para dirigir y producir ejecutivamente, con Yost como showrunner. El programa fue renovado para una segunda temporada en junio de 2023. En abril de 2024, Rebecca Ferguson declaró en una entrevista que están buscando filmar las temporadas 3 y 4 consecutivas, lo que pondría fin a la serie. El 16 de diciembre de 2024, la serie se renovó para una tercera y una cuarta temporada, y está previsto que la serie concluya con esta última.

### Casting
Con el anuncio del orden de la serie, también se anunció que Rebecca Ferguson había sido elegida para un papel principal. Tim Robbins se unió al elenco en agosto de 2021, y Rashida Jones, David Oyelowo, Common, Harriet Walter, Avi Nash y Chinaza Uche se unieron en los meses siguientes.  El 27 de julio de 2024, se anunció en la Comic-Con de San Diego que Steve Zahn se había unido al elenco para la segunda temporada.

### Rodaje
La fotografía principal comenzó a fines de agosto de 2021 en Hoddesdon, Hertfordshire, y estaba programada para durar hasta el segundo trimestre de 2022. Mark Patten, David Luther y Laurie Rose fueron los directores de fotografía.  Gavin Bocquet fue el diseñador de producción, a quien se le atribuye el diseño del silo. El escenario principal consta de tres niveles de escaleras decoradas para representar ubicaciones particulares.
La segunda temporada comenzó a filmarse a fines de junio de 2023 en Hoddesdon Studios, utilizando el mismo set que la primera temporada.  El rodaje se suspendió oficialmente en julio debido a la huelga SAG-AFTRA de 2023. El rodaje se reinició a principios de diciembre de 2023, y concluyó el 8 de marzo de 2024. El rodaje de la tercera temporada comenzó en octubre de 2024, también en Hoddesdon Studios, así como en OMA One y OMA X Film Studios en Enfield, Londres.

## Recepción
La serie ha recibido en general críticas positivas. El sitio Rotten Tomatoes registra una aceptación general de un 87 por ciento tanto para la crítica profesional como la audiencia.